# Çağla Büyükakçay
Çağla Büyükakçay (Adana, 28 settembre 1989) è una tennista turca.

## Carriera
Nel circuito ITF ha vinto 26 titoli di cui 12 in singolare e 15 in doppio.
Nei tornei dello Slam ha ottenuto come miglior risultato il terzo turno delle qualificazioni agli Australian Open del 2013 e agli Open di Francia nel 2014.
Al Malaysia Classic 2014 si è qualificata per il primo quarto di finale WTA, diventando la prima turca della storia a raggiungere questo traguardo. È stata poi sconfitta dalla tennista ceca Karolína Plíšková per 4-6, 4-6.
Il 13 luglio 2014 ha perso in finale al BRD Bucarest Open di Bucarest insieme all'italiana Karin Knapp contro la coppia romena formata da Alexandra Cadanțu e da Elena Bogdan con il punteggio di 4-6, 6-3, [5-10].
Nel 2016 ha rappresentato il suo Paese alle Olimpiadi di Rio.
Nello stesso anno ha vinto a sorpresa il suo unico titolo Wta nel torneo di casa ad Istanbul, battendo la montenegrina Danka Kovinic e issandosi al suo best rank, 60.
Nel 2021 è risultata positiva a un controllo antidoping. 

## Statistiche WTA

### Singolare

#### Vittorie (1)
| Grande Slam (0)       |
| Ori Olimpici (0)      |
| WTA Finals (0)        |
| Premier Mandatory (0) |
| Premier 5 (0)         |
| Premier (0)           |
| International (1)     |

| N. | Data           | Torneo                 | Superficie  | Avversaria in finale | Punteggio     |
| 1. | 24 aprile 2016 | Istanbul Cup, Istanbul | Terra rossa | Danka Kovinić        | 3-6, 6-2, 6-3 |

### Doppio

#### Sconfitte (2)
| Grande Slam (0)       |
| Argenti Olimpici (0)  |
| WTA Finals (0)        |
| Premier Mandatory (0) |
| Premier 5 (0)         |
| Premier (0)           |
| International (2)     |

| N. | Data           | Torneo                      | Superficie  | Partner         | Avversarie in finale             | Punteggio        |
| 1. | 13 luglio 2014 | BRD Bucarest Open, Bucarest | Terra rossa | Karin Knapp     | Elena Bogdan Alexandra Cadanțu   | 4-6, 6-3, [5-10] |
| 2. | 26 luglio 2015 | Istanbul Cup, Istanbul      | Cemento     | Jelena Janković | Dar'ja Gavrilova Elina Svitolina | 7-5, 1-6, [4-10] |

## Statistiche ITF

### Singolare

#### Vittorie (12)
| Torneo $100.000 (0) |
| Torneo $80.000 (0)  |
| Torneo $75.000 (1)  |
| Torneo $60.000 (0)  |
| Torneo $50.000 (0)  |
| Torneo $40.000 (0)  |
| Torneo $25.000 (8)  |
| Torneo $15.000 (0)  |
| Torneo $10.000 (3)  |

| N.  | Data              | Torneo                                                | Superficie  | Avversaria in finale | Punteggio        |
| 1.  | 3 giugno 2007     | Yesilyurt Sport Club, Istanbul                        | Cemento     | Ria Dörnemann        | 6–4, 6–3         |
| 2.  | 1º giugno 2008    | Cemil Alevli Cup, Gaziantep                           | Cemento     | Pemra Özgen          | 7–5, 6–4         |
| 3.  | 21 giugno 2009    | Anadolu Sigorta Cup, Istanbul                         | Cemento     | Galina Fokina        | 6–2, 6–3         |
| 4.  | 9 maggio 2010     | Sapronov-tennis Kharkiv Ladies Cup, Charkiv           | Cemento     | Natalia Orlova       | 6–4, 6–1         |
| 5.  | 11 luglio 2010    | Ciudad de Valladolid, Valladolid                      | Cemento     | Zhang Ling           | 7–6(2), 6–3      |
| 6.  | 5 aprile 2014     | AEGON Pro Series Edgbaston, Edgbaston                 | Cemento (i) | Pauline Parmentier   | 6–4, 2–6, 6–2    |
| 7.  | 12 settembre 2015 | Batumi Open, Batumi                                   | Cemento     | Alena Tarasova       | 6–2, 6–0         |
| 8.  | 14 novembre 2015  | Al Habtoor Tennis Challenge, Dubai                    | Cemento     | Klára Koukalová      | 6(4)–7, 6–4, 6–4 |
| 9.  | 3 giugno 2018     | Torneo Internazionale Femminile Città di Grado, Grado | Terra rossa | Martina Di Giuseppe  | 6–2, 6–2         |
| 10. | 25 agosto 2019    | Braunschweig Women's Open, Braunschweig               | Terra rossa | Katharina Gerlach    | 6-4, 6-2         |
| 11. | 14 agosto 2022    | LOTOS Radom Cup, Radom                                | Terra rossa | Vera Lapko           | 4-1, rit.        |
| 12. | 11 dicembre 2022  | Magic Tours, Monastir                                 | Cemento     | Lea Bošković         | 7-5, 0-6, 6-2    |

#### Sconfitte (20)
| Torneo $100.000 (1) |
| Torneo $80.000 (0)  |
| Torneo $75.000 (0)  |
| Torneo $60.000 (1)  |
| Torneo $50.000 (1)  |
| Torneo $40.000 (1)  |
| Torneo $25.000 (13) |
| Torneo $15.000 (0)  |
| Torneo $10.000 (3)  |

| N.  | Data              | Torneo                                               | Superficie  | Avversaria in finale | Punteggio        |
| 1.  | 21 maggio 2006    | ITF Women's Circuit Antalya-Serik, Adalia            | Cemento     | Anna Gerasimou       | 3–6, 2–6         |
| 2.  | 3 settembre       | Kemer Country Club, Istanbul                         | Cemento     | Natalia Orlova       | 1–6, 1–6         |
| 3.  | 14 aprile 2007    | Al Habtoor Future Challenge, Dubai                   | Cemento     | Marinne Giraud       | 2–6, 2–6         |
| 4.  | 30 maggio 2010    | Kültürpark Cup, Smirne                               | Cemento     | Tamira Paszek        | 2–6, 3–6         |
| 5.  | 14 novembre 2010  | Cliffs Esperance Tennis International, Esperance     | Cemento     | Sacha Jones          | 1–6, 3–6         |
| 6.  | 17 luglio 2011    | ITF Women's Circuit Caceres, Cáceres                 | Cemento     | Garbiñe Muguruza     | 4-6, 3-6         |
| 7.  | 30 ottobre 2011   | Freddie Krivine Women's Tournament, Netanya          | Cemento     | Dinah Pfizenmaier    | 6(5)–7, 6–4, 1–6 |
| 8.  | 5 maggio 2012     | 130 years of IOPS, Mosca                             | Cemento (i) | Margarita Gasparjan  | 3-6, 6-4, 1-6    |
| 9.  | 15 luglio 2012    | Zwevegem Ladies Open, Zwevegem                       | Cemento (i) | Anastasija Sevastova | 0-6, 3-6         |
| 10. | 4 novembre 2012   | Republican Girls, Istanbul                           | Cemento (i) | Richèl Hogenkamp     | 4-6, 3-6         |
| 11. | 2 giugno 2013     | Moscow Open, Mosca                                   | Terra rossa | Anett Kontaveit      | 1-6, 1-6         |
| 12. | 9 marzo 2014      | AEGON Pro Series Preston, Preston                    | Cemento (i) | Kristýna Plíšková    | 3-6, 6(4)-7      |
| 13. | 27 luglio 2014    | President's Cup, Astana                              | Cemento     | Vitalija D'jačenko   | 4-6, 6-3, 2-6    |
| 14. | 19 dicembre 2015  | Ankara Cup, Ankara                                   | Cemento (i) | Ivana Jorović        | 6(3)-7, 6-3, 2-6 |
| 15. | 16 giugno 2019    | Trofeu Internacional Ciutat de Barcelona, Barcellona | Terra rossa | Allie Kiick          | 6(3)-7, 6-3, 1-6 |
| 16. | 18 agosto 2019    | DISA Las Palmas de Gran Canaria, Las Palmas          | Terra rossa | Nuria Párrizas-Diaz  | 5–7, 6–3, 6(1)–7 |
| 17. | 24 settembre 2023 | Favorit Open, Pazardžik                              | Terra rossa | María Carlé          | 1-6, 2-6         |
| 18. | 4 agosto 2024     | Morocco Tennis Tour, Mohammedia                      | Terra rossa | Krystina Dzmitruk    | 3-6, 7-6(5), 3-6 |
| 19. | 27 ottobre 2024   | Kayseri Women's, Kayseri                             | Cemento     | Joanna Garland       | 1-6, 6(1)-7      |
| 20. | 24 novembre 2024  | Women's Santo Domingo, Santo Domingo                 | Cemento     | Clervie Ngounoue     | 3-6, 6-4, 2-6    |

### Doppio

#### Vittorie (15)
| Torneo $100.000 (0) |
| Torneo $80.000 (0)  |
| Torneo $75.000 (1)  |
| Torneo $60.000 (0)  |
| Torneo $50.000 (1)  |
| Torneo $40.000 (0)  |
| Torneo $25.000 (6)  |
| Torneo $15.000 (0)  |
| Torneo $10.000 (7)  |

| N.  | Data              | Torneo                                                       | Superficie  | Compagna            | Avversarie in finale                      | Punteggio        |
| 1.  | 21 maggio 2006    | ITF Women's Circuit Antalya-Serik, Adalia                    | Cemento     | Alena Bayarchyk     | Galina Semenova Tatsiana Teterina         | 6–3, 7–6(3)      |
| 2.  | 2 giugno 2007     | Yesilyurt Sport Club, Istanbul                               | Cemento     | Ria Dörnemann       | Maja Kambič Avgusta Tsybysheva            | 6–2, 6–4         |
| 3.  | 31 maggio 2008    | Cemil Alevli Cup, Gaziantep                                  | Cemento     | Pemra Özgen         | Volha Duko Ana Jikia                      | 2–0 rit.         |
| 4.  | 7 giugno 2008     | KültürPark Women's Circuit, Smirne                           | Cemento     | Pemra Özgen         | Emilia Arnaudovska Yuliana Umanets        | 6–2, 6–0         |
| 5.  | 6 dicembre 2008   | ITF Ciudad de Vinaros, Vinaròs                               | Terra rossa | Lucia Sainz-Pelegri | Yera Campos Molina Leticia Costas-Moreira | 6–4, 3–6, [10–7] |
| 6.  | 18 aprile 2009    | Shine Cup Belek, Adalia                                      | Cemento     | Pemra Özgen         | Tetyana Arefyeva Anastasiya Lytovchenko   | 6–4, 6–2         |
| 7.  | 17 ottobre 2009   | GD Tennis Academy Cup, Adalia                                | Terra rossa | Albina Khabibulina  | Amanda Carreras Valentina Confalonieri    | 2–6, 7–5, [10–7] |
| 8.  | 28 ottobre 2011   | Freddie Krivine Women's Tournament, Netanya                  | Cemento     | Pemra Özgen         | Nicole Clerico Julia Glushko              | 7–5, 6–3         |
| 9.  | 1º novembre 2012  | Republican Girls, Istanbul                                   | Cemento (i) | Pemra Özgen         | Nigina Abduraimova Ksenia Palkina         | 6-2, 6-1         |
| 10. | 20 settembre 2013 | AEGON Pro Series Shrewsbury, Shrewsbury                      | Cemento (i) | Pemra Özgen         | Samantha Murray Jade Windley              | 4–6, 6–4, [10–8] |
| 11. | 27 settembre 2013 | AEGON Pro Series Loughborough, Loughborough                  | Cemento (i) | Pemra Özgen         | Magda Linette Tereza Smitková             | 6–2, 5–7, [10–6] |
| 12. | 1º novembre 2013  | Republican Girls, Istanbul                                   | Cemento (i) | Pemra Özgen         | Sofia Shapatava Anastasiya Vasylyeva      | 6–3, 6-2         |
| 13. | 20 dicembre 2013  | Ankara Cup, Ankara                                           | Cemento (i) | Julija Bejhel'zymer | Eléni Daniilídou Aleksandra Krunić        | 6-3, 6-3         |
| 14. | 14 novembre 2015  | Al Habtoor Tennis Challenge, Dubai                           | Cemento     | Maria Sakkarī       | Elise Mertens İpek Soylu                  | 7–6(6), 6–4      |
| 15. | 23 gennaio 2021   | Fujairah International Women Tennis Open, Emirato di Fujaira | Cemento     | Viktorija Golubic   | Liang En-shuo You Xiaodi                  | 5-7, 6-4, [10-4] |

#### Sconfitte (9)
| Torneo $100.000 (0) |
| Torneo $80.000 (0)  |
| Torneo $75.000 (0)  |
| Torneo $60.000 (1)  |
| Torneo $50.000 (0)  |
| Torneo $40.000 (0)  |
| Torneo $25.000 (7)  |
| Torneo $15.000 (0)  |
| Torneo $10.000 (1)  |

| N. | Data             | Torneo                                | Superficie  | Compagna      | Avversarie in finale                   | Punteggio           |
| 1. | 8 settembre 2008 | Sarajevo Ladies Open, Sarajevo        | Terra rossa | Julia Glushko | Alberta Brianti Polona Hercog          | 4-6, 5-7            |
| 2. | 1º novembre 2008 | Republican Girls, Istanbul            | Cemento (i) | Pemra Özgen   | Melanie Klaffner Sandra Martinović     | 4–6, 7–6(5), [6–10] |
| 3. | 2 maggio 2009    | Namangan Women's Tournament, Namangan | Cemento     | Pemra Özgen   | Albina Khabibulina Ksenia Palkina      | 4–6, 7–6(6), [5–10] |
| 4. | 13 giugno 2009   | Karshi Womens, Karshi                 | Cemento     | Pemra Özgen   | Kristina Antonijčuk Oksana Kalašnikova | 7–5, 0–6, [6–10]    |
| 5. | 20 giugno 2009   | Anadolu Sigorta Cup, Istanbul         | Cemento     | Pemra Özgen   | Galina Fokina Anna Morgina             | 4–6, 6–4, [8–10]    |
| 6. | 29 maggio 2010   | Kültürpark Cup, Smirne                | Cemento     | Pemra Özgen   | Maria Fernanda Alves Tamira Paszek     | 1–6, 2–6            |
| 7. | 24 luglio 2011   | Yesilyurt Tennis Cup, Samsun          | Cemento     | Pemra Özgen   | Mihaela Buzărnescu Tadeja Majerič      | 1-6, 4-6            |
| 8. | 8 giugno 2013    | Agri Open, Ağrı                       | Cemento     | Pemra Özgen   | Melis Sezer Jasmina Tinjić             | 4–6, 6–3, [8–10]    |
| 9. | 8 luglio 2023    | Liepajas Tenisa Sporta Skola, Liepāja | Terra rossa | Lina Ǵorčeska | Darja Semeņistaja Daniela Vismane      | 4-6, 6-2, [3-10]    |

## Vittorie contro giocatrici Top 10
| Stagione | 2018 | Totale |
| Vittorie | 1    | 1      |

| #    | Giocatrice       | Ranking | Evento           | Superficie | Turno | Punteggio     | Rank. CBR |
| ---- | ---------------- | ------- | ---------------- | ---------- | ----- | ------------- | --------- |
| 2018 |                  |         |                  |            |       |               |           |
| 1.   | Jeļena Ostapenko | 6       | Fed Cup, Tallinn | Cemento    | Z E-A | 6-2, 3-6, 6-3 | 161       |